# 代号：蒸汽
《代号：蒸汽》是一款由Intelligent Systems开发并由任天堂发行在任天堂3DS上的拥有第三人称射击游戏要素的回合制策略游戏。游戏以虚构的蒸汽时代的伦敦为背景，玩家需要操控由亚伯拉罕·林肯领导的S.T.E.A.M.小队击退前来侵入的外星军队。本作在2014年的E3游戏展上正式公布，并于2015年3月13日在北美发售，同年5月中旬在日本和欧洲地区发售，游戏在繁体中文区的任天堂3DS上提供了英文下载版游戏。游戏在发售后获得了比较一般的评价。

## 玩法
《代号：蒸汽》是一款包含了第三人称射击游戏要素的回合制策略游戏，玩家在游戏中要操纵S.T.E.A.M.小队特工与进攻伦敦的外星生物进行战斗。在每回合的战斗中，玩家需要以第三人称的视角瞄准并攻击敌人。这一特点与戰場女武神系列很相似。《代号：蒸汽》还支持任天堂的amiibo玩偶，使用同为Intelligent Systems制作的火焰之纹章系列系列人物的amiibo玩偶，就可以在游戏中使用以下四名角色：马尔斯、艾克、魯弗萊以及露琪娜。